# شاه‌توت‌کوب نوک‌کلفت
شاه‌توت‌کوب نوک‌کلفت (نام علمی: Rhamphocharis crassirostris) یک گونه از پرندگان خانوادهٔ شاه‌توت‌کوبان است که در گینه نو یافت می‌شود. زیستگاه طبیعی آن جنگل‌های کوهستانی نمناک نیمه‌گرمسیری یا گرمسیری است. شاه‌توت‌کوب خالدار (Rhamphocharis piperata) قبلاً همنوع در نظر گرفته می‌شد (با هر دو گونه تحت نام مشترک «شاه‌توت‌کوب خالدار» اما با نام علمی R. crassirostris) اما در سال ۲۰۲۱ توسط اتحادیه بین‌المللی پرنده‌شناسان به عنوان یک گونه متمایز تقسیم شد.